# The Telegraph Trail
The Telegraph Trail è un film del 1933 diretto da Tenny Wright.
È un film western statunitense con John Wayne, Marceline Day e Frank McHugh. 

## Produzione
Il film, diretto da Tenny Wright su una sceneggiatura di Kurt Kempler, fu prodotto da Leon Schlesinger e Albert S. Rogell (associato) per la Warner Bros. Pictures. Nelle scene delle battaglie furono utilizze comparse di origine nativa indiana di varie riserve. Uno degli apparecchi telegrafici che si vedono nel film (uno dei primi modelli) era stato prestato alla produzione dalla Western Union Telegraph Co..

## Distribuzione
Il film fu distribuito al cinema dalla Warner Bros. Pictures (con il nome Vitagraph Pictures Inc.) dal 18 marzo 1933.
Alcune delle uscite internazionali sono state:
- nel Regno Unito il 17 aprile 1933
- in Finlandia il 24 settembre 1933
- in Brasile (A Trilha do Telégrafo)
- in Germania (High Wolf)